# Cosmianthemum longiflorum
Cosmianthemum longiflorum är en akantusväxtart som beskrevs av Ding Fang och H. S. Lo. Cosmianthemum longiflorum ingår i släktet Cosmianthemum och familjen akantusväxter. Inga underarter finns listade i Catalogue of Life.